# گولمی بولگارنی
گولمی بولگارنی (به بلغاری: Golemi Bulgareni) یک منطقهٔ مسکونی در بلغارستان است که در شهرستان دریانوو واقع شده‌است.